# Rhinophichthus penicillatus
Rhinophichthus penicillatus är en fiskart som beskrevs av Mccosker, 1999. Rhinophichthus penicillatus ingår i släktet Rhinophichthus och familjen Ophichthidae. Inga underarter finns listade i Catalogue of Life.